# Scorpaena cocosensis
Scorpaena cocosensis és una espècie de peix pertanyent a la família dels escorpènids.

## Descripció
- Fa 6,2 cm de llargària màxima.
- Nombre de vèrtebres: 24.[4]

## Hàbitat
És un peix marí, demersal i de clima tropical que viu entre 57-92 m de fondària.

## Distribució geogràfica
Es troba al Pacífic oriental: les illes Galápagos (Equador) i l'illa del Coco (Costa Rica).

## Observacions
És inofensiu per als humans.